# ارنی هین
ارنی هین (به انگلیسی: Ernie Hine) بازیکن فوتبال زادهٔ ۹ آوریل ۱۹۰۱ اهل کشور انگلستان بود که سابقهٔ بازی در تیم ملی فوتبال انگلستان را در کارنامهٔ خود دارد. وی در تاریخ ۲۲ اکتبر ۱۹۲۸ نخستین بازی ملی خود را در مقابل تیم ملی فوتبال ایرلند شمالی انجام داد و با حضور در ۶ بازی ملی، در تاریخ ۱۸ نوامبر ۱۹۳۱ واپسین بازی ملی‌اش را در برابر تیم ملی فوتبال ولز برگزار کرد.
این بازیکن توانسته در بازی‌های ملی، ۴ گل به ثمر برساند.